# Khamis Brigade

Embleem van de Khamis Brigade

De Khamis Brigade was een speciale divisie van het Libische leger, ten tijde van Moammar al-Qadhafi. De 32ste Versterkte Eenheid van het Gewapende Volk, zoals deze gemechaniseerde infanterie-eenheid formeel genoemd werd, dankte zijn naam aan zijn toenmalige bevelhebber, Khamis al-Qadhafi, de zevende en jongste zoon van het voormalig staatshoofd.